# DMZ, 비무장지대
《DMZ, 비무장지대》는 2004년에 개봉한 대한민국의 영화이다.
한편, 그룹 UN 출신 김정훈이 출연하여 화제가 되었으나 흥행에 실패했다.

## 캐스팅
- 김정훈 : 김지훈 일병 역
- 박건형 : 이민기 병장 역
- 정채경 : 북한군 리상호 상위 역
- 정은표 : 권해룡 상병 역
- 홍일권 : 김인 중사 역
- 이재은 : 다방 레지 이윤이 역
- 구준엽 : 강대남 병장 역
- 한이빈 : 리상호 상위의 딸 리수현 역
- 이건주 : 이건주 일병 역
- 이대연 : 피바다 소대장 역
- 김수근 : 훈련병 역
- 이지수 : 배 병장 역
- 차은우 : 오 병장 역
- 이영관 : 무전병 역
- 정구욱 : 문 병장 역
- 김기영 : 사단장 역
- 서충모 : 북한군 장군 역
- 장광익 : 북한군 사령관 역
- 이병식 : 북한군 참모 역
- 정원군 : 보안대장 역
- 김종환 : 대위 역
- 박헌주 : 사단 참모 역
- 변상경 : 사단 참모 역
- 정대환 : 사단 참모 역
- 최돈철 : 사단 참모 역
- 최수안 : 사단 참모 역
- 이영호 : 사단 참모 역
- 송건영 : 사단 참모 역
- 유인식 : 군중 목사 역
- 조대영 : 정보과장 역
- 박상현 : 교관 역
- 공재원 : 수색중대장 2 역
- 박정우 : 수색중대장 3 역
- 김왕도 : 김 병장 제대 사진팀 역
- 리상규 : 김 병장 제대 사진팀 역
- 박휘순 : 김 병장 제대 사진팀 역
- 이동현 : 김 병장 제대 사진팀 역
- 이계형 : 김 병장 제대 사진팀 역
- 조경진 : 김 병장 제대 사진팀 역
- 오현진 : 지훈 친구 역
- 신봉선 : 다방 레지 역
- 김민경 : 다방 레지 역
- 서성금 : 다방 레지 역
- 이영종 : 다방 연인 남 역
- 이미영 : 다방 연인 여 역
- 노장식 : 다나까 역
- 박현옥 : 촬영감독 역
- 김정희 : 간호장교 역
- 김종학 : 동방박사 역
- 김유정 : 어린 수현 역
- 김하준 : 무장공비 역
- 김준엽 : 수색대원 역
- 김세준 : 김 병장 역 (특별출연)
- 최준용 : 수색 중대장 역 (특별출연)
- 백재현 : 신병교육대대 중대장 역 (특별출연)
- 하쿠류 : 땅굴과장 역 (특별출연)

## 제작에 관해
- 원래 2001년 첫 촬영할 예정이었으며 당시 제목은 <호텔 코코넛>이었다.[2]
- 하지만, 제작비 등의 문제 탓인지[3] 여러 차례의 제작 중단과 재개 끝에 2004년으로 개봉 년도가 바뀌었으며 제목도 <DMZ 비무장지대>로 바뀌었다.